# Leopardus guttulus
Espèce
Synonymes
- Leopardus tigrinus guttulus Hensel, 1872 (protonyme)

Leopardus guttulus (Oncille du Sud) est une espèce de carnivores féliformes de la famille des Felidae.

## Aire de répartition
Ce félin est endémique du Brésil. Il se rencontre au Sud et au Sud-Est du pays.

## Taxinomie

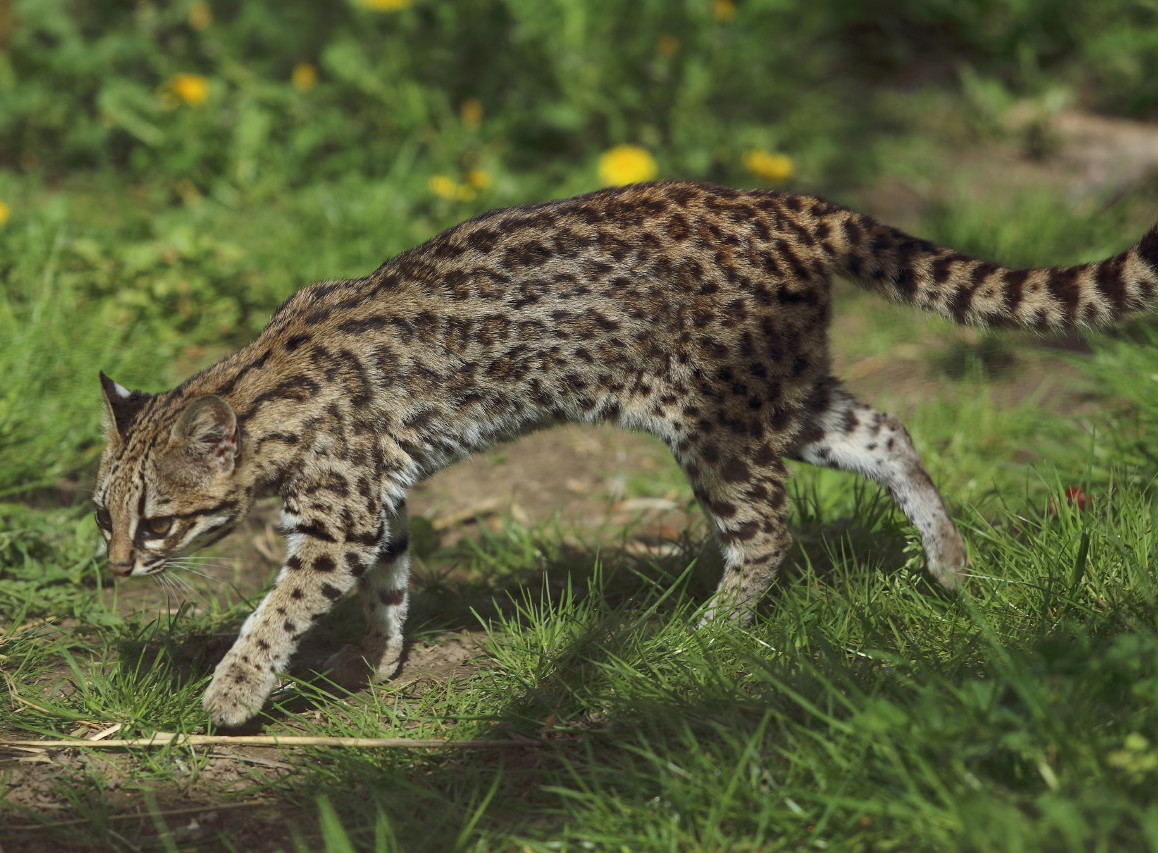
Leopardus guttulus est considéré jusqu'en 2013 comme une sous-espèce de l'Oncille, ici photographié.

Cette espèce a été décrite en 1872 par le zoologiste allemand Reinhold F. Hensel (1826-1881), puis a été considérée comme soit synonyme de l'Oncille (Leopardus tigrinus), soit comme sous-espèce de celui-ci sous le trinôme Leopardus tigrinus guttulus. Elle a été reconnue comme espèce distincte par Tatiane C. Trigo, Alexsandra Schneider, Tadeu G. de Oliveira, Livia M. Lehugeur, Leandro Silveira, Thales R. O. Freitas et Eduardo Eizirik en 2013.